# Hamed Junior Traorè
Hamed Junior Traorè (Abidjan, 16 februari 2000) is een Ivoriaans voetballer die doorgaans als offensieve middenvelder speelt. Hij verruilde Sassuolo in juli 2023 voor Bournemouth, dat hem in het voorgaande halfjaar al huurde. Traorè debuteerde in 2021 in het Ivoriaans voetbalelftal.

## Clubcarrière
Traoré werd geboren in Ivoorkust en verhuisde als kind naar Italië. Hier voetbalde hij bij Boca Barco tot hij in 2015 werd opgenomen in de jeugdopleiding van Empoli. Hiervoor debuteerde hij op 8 oktober 2017 in de Serie B, tegen Foggia. Traoré kwam dat seizoen tien keer in actie en had zo een bescheiden bijdrage aan het kampioenschap van Empoli dat seizoen. Dit betekende ook promotie naar de Serie A. Traoré maakte op 6 augustus 2018 zijn debuut op het hoogste niveau, tegen Genoa. Hij groeide datzelfde jaar uit tot basisspeler.
Empoli degradeerde na een seizoen weer naar de Serie B, maar Traoré daalde zelf niet mee af. Empoli verhuurde hem in plaats daarvan voor twee jaar aan Sassuolo. Hiermee werd hij twee keer achtste in de Serie A. Sassuolo nam Traoré in juli 2021 definitief over van Empoli.
Na 150 wedstrijden in de Italiaanse competitie, vertrok Traoré in januari 2023 op huurbasis naar Bournemouth. Nadat aan een aantal voorwaarden was voldaan, werd zijn overgang in juli 2023 omgezet in een contract tot medio 2028.

## Clubstatistieken
| Seizoen | Club          | Competitie     | Competitie | Competitie | Beker | Beker | Internationaal | Internationaal | Totaal | Totaal |
| Seizoen | Club          | Competitie     | Wed.       | Dlp.       | Wed.  | Dlp.  | Wed.           | Dlp.           | Wed.   | Dlp.   |
| ------- | ------------- | -------------- | ---------- | ---------- | ----- | ----- | -------------- | -------------- | ------ | ------ |
| 2017/18 | Empoli        | Serie B        | 10         | 0          | 0     | 0     | —              | —              | 10     | 0      |
| 2018/19 | Empoli        | Serie A        | 32         | 2          | 1     | 0     | —              | —              | 33     | 2      |
| 2019/20 | → Sassuolo    | Serie A        | 31         | 4          | 2     | 1     | —              | —              | 33     | 5      |
| 2020/21 | → Sassuolo    | Serie A        | 35         | 5          | 0     | 0     | —              | —              | 35     | 5      |
| 2021/22 | Sassuolo      | Serie A        | 31         | 7          | 1     | 1     | —              | —              | 32     | 8      |
| 2022/23 | Sassuolo      | Serie A        | 11         | 0          | 0     | 0     | —              | —              | 11     | 0      |
| 2022/23 | → Bournemouth | Premier League | 7          | 0          | 0     | 0     | —              | —              | 7      | 0      |
| Totaal  | Totaal        | Totaal         | 157        | 18         | 4     | 2     | 0              | 0              | 161    | 20     |

Bijgewerkt t/m 6 augustus 2023

## Interlandcarrière
Traoré debuteerde op 6 september 2021 in het Ivoriaans voetbalelftal. Bondscoach Patrice Beaumelle liet hem toen in de 69e minuut invallen voor Jérémie Boga tijdens een met 2–1 gewonnen gewonnen WK-kwalificatiewedstrijd tegen Kameroen. Hij mocht vier maanden later ook mee naar het Afrikaans kampioenschap 2021. Hierop viel hij één keer in, tijdens een groepswedstrijd tegen Sierra Leone.